# Laboral Kutxa
Laboral Kutxa es una cooperativa de crédito nacida de la fusión entre Caja Laboral (también conocida como Euskadiko Kutxa) e Ipar Kutxa. El proyecto de fusión se anunció en marzo de 2012 y culminó en noviembre del mismo año, aunque no fue hasta abril de 2013 cuando se presentó oficialmente la nueva entidad. Tras dicha fusión, Laboral Kutxa mantuvo la denominación social de Caja Laboral (Caja Laboral Popular Sociedad Cooperativa de Crédito).

## Antecedentes históricos

### Caja Laboral - Euskadiko Kutxa
Caja Laboral - Euskadiko Kutxa fue fundada en el año 1959 con el objeto de fomentar el ahorro popular y dirigir esos recursos económicos hacia el desarrollo de las empresas cooperativas que comenzaron a crearse en el Alto Deva gracias al impulso de José María Arizmendiarrieta. Arizmendiarrieta llegó como sacerdote a Mondragón en el año 1941 y fundó en la localidad una escuela profesional para los jóvenes de la comarca. Cinco alumnos de la escuela (hoy denominada Mondragon Goi Eskola Politeknikoa) son los que posteriormente fundaron ULGOR (actual Fagor Electrodomésticos), una cooperativa que se dedicaba a la fabricación de estufas que se convirtió en la primera unidad productiva de lo que hoy es Mondragón Corporación Cooperativa. Unos años después se crearían Funcor (hoy integrado en Fagor Ederlan), Mondragón (hoy Fagor Arrasate) y la Cooperativa de Consumo San José (hoy integrada en Eroski), los socios fundadores de Caja Laboral - Euskadiko Kutxa.
La entidad estuvo vinculada a las cooperativas de la Corporación Mondragón no solamente desde su constitución sino también en su desarrollo. Su División Empresarial fue una incubadora de empresas y en los años 70 fomentó la capitalización de resultados del grupo y concedió préstamos en condiciones favorables para ayudar y rescatar a las cooperativas afectadas por la reconversión industrial y las crisis energéticas de los setenta. En esa época, en la cual el desempleo en el País Vasco alcanzó unos porcentajes superiores al 20%, Caja Laboral popularizó el lema “o libreta o maleta”, fomentando el ahorro y la inversión como formas de evitar la migración forzosa.
Por su condición de cooperativa de trabajo asociado, además de cooperativa de crédito, los socios trabajadores participaban en la empresa con plenos derechos y obligaciones, tanto en el desarrollo de sus funciones profesionales, como en el derecho a participar en la gestión a través de los órganos pertinentes y en los resultados empresariales. Cuando se fusionó, Caja Laboral - Euskadiko Kutxa formaba parte del Área de Finanzas de Mondragón Corporación Cooperativa y tenía cerca de 1.887 socios-trabajadores, 21.536 millones de euros en activos, 1.200.000 clientes y 367 sucursales en el País Vasco, Navarra, Aragón, Rioja, Castilla y León, Cantabria, Asturias y Madrid.
Caja Laboral - Euskadiko Kutxa fue la primera institución financiera europea que recibió la ‘Q’ de oro en calidad de gestión. Además, obtuvo la Certificación OHSAS 18001 de Prevención de Riesgos Laborales por su sistema de gestión de la salud y la seguridad en el trabajo. En cuanto a compromisos éticos, en el año 2006 se adherió al Pacto Mundial de las Naciones Unidas, comprometiéndose a dar cuenta de los avances realizados con el objetivo cumplir sus principios en su memoria anual de responsabilidad social corporativa.

### Ipar Kutxa
En otoño del año 1965 surge en la ciudad de Bilbao la Caja Rural Provincial de Vizcaya de la mano principalmente de dos cooperativas agrícolas de Vizcaya: Beyena, que agrupaba a los productores de leche y en cuya sede se abrió la primera oficina de la caja, y Uteco, la unión de cooperativas del campo. Más tarde, concretamente en el año 1980 cambió a denominarse Caja Rural Provincial de Vizcaya, Sdad. Coop. Cto. Ltda y seis años después, tras recuperar su solvencia después de una intervención del Banco de España debido a unos problemas económicos en Beyena, se convirtió en Caja Rural Vasca (Baserritarren Kutxa, en euskera) y empezó a expandirse fuera de la provincia Vizcaya.
En 1997 modificó ligeramente su denominación (pasando a llamarse Caja Rural Vasca, S. Coop. de Crédito) y protagonizó un intento fallido de OPA al banco guipuzcoano Bankoa. En el año 2003, se abrieron sus primeras oficinas en Guipúzcoa y adoptó finalmente la marca comercial Ipar Kutxa, aunque mantuvo el nombre Rural en su razón social.
En el momento de su fusión Ipar Kutxa contaba con 3.967 millones de euros en activos, 87 oficinas (repartidas, sobre todo, en Vizcaya y Álava, aunque con oficinas en Guipúzcoa), 175.000 clientes y 397 empleados.

## La fusión
En marzo de 2012, Caja Laboral e Ipar Kutxa anunciaron el inicio formal de conversaciones para su fusión. El objetivo declarado, “potenciar un proyecto de entidad financiera de economía social, orientada a proveer de servicios financieros y de aseguramiento a los mercados en los que opera, pero basándose en un modelo alternativo al resultante del actual proceso de bancarización del sistema financiero estatal”. La entidad resultante de la fusión sería la primera cooperativa de crédito vasca, la tercera entidad financiera en el País Vasco (después de Kutxabank y BBVA) y la segunda cooperativa de crédito de España y tendría 750.000 clientes en el País Vasco, 110.000 en Navarra y más de 1.300.000 en total.
La fusión no se realizó de manera inmediata sino que se dio de forma progresiva. Entre los meses de marzo y noviembre del año 2012, se eliminaron las comisiones entre las entidades, se fueron integrando los equipos informáticos y empezó el proceso de prejubilaciones de socios-trabajadores.
El 1 de noviembre de 2012 comenzó a operar la nueva empresa, manteniendo la denominación social de Caja Laboral - Euskadiko Kutxa de forma transitoria hasta que el 1 de mayo de 2013 se dio a conocer la nueva marca fusionada: Laboral Kutxa.

## Magnitudes
Laboral Kutxa es la primera cooperativa de crédito vasca, la tercera entidad financiera en el País Vasco (después de Kutxabank y BBVA) y la segunda cooperativa de crédito de España. Cuenta con alrededor de 750.000 clientes en el País Vasco y otros 110.000 en Navarra. En total, tiene más de 1.300.000 clientes.
En 2016, la entidad poseía 368 oficinas.

## Administración
Como cooperativa de crédito, Laboral Kutxa está regulada por las normas que con carácter general regulan las actividades de las entidades de crédito y, con carácter supletorio, se le aplica la Legislación de Cooperativas. Aunque pueden realizar toda clase de operaciones activas, pasivas y de servicios permitidas a las otras entidades de crédito, tiene que prestar atención preferente a las necesidades financieras de sus socios. En cualquier caso, el conjunto de las operaciones activas con terceros de una cooperativa de crédito no puede alcanzar el 50% de los recursos totales de la entidad y, naturalmente, está sometida a los mismos controles que las demás entidades de crédito. Al ser cooperativa, los socios trabajadores de Laboral Kutxa tienen voto en la Asamblea General.
También los clientes más vinculados pueden ser socios: en febrero de 2013 la entidad puso en marcha un proceso para invitar a sus mejores clientes a entrar a formar parte del capital social, dándoles la posibilidad de ser pequeños cooperativistas con una aportación mínima requerida de 2.000 euros.
La dirección de Laboral Kutxa, por su parte, está ostentada por las siguientes personas:
- Presidente: Txomin García[14]
- Director general: Xabier Egibar[14]

## Marketing y Comunicación
En lo que respecta a su imagen, durante el año de transición desde el comienzo de conversaciones formales para la fusión hasta la puesta en marcha de su propia marca, Laboral Kutxa utilizó la marca conjunta Caja Laboral - Ipar Kutxa y la mezcla de colores corporativos de ambas entidades -fucsia y verde lima respectivamente- en su imagen. Caja Laboral había utilizado diferentes modelos y variaciones de llaves durante las últimas décadas como logotipo de marca, mientras que Ipar Kutxa había apostado siempre por logotipos en los que primaran sus siglas (CV, por ejemplo) o su nombre completo (Ipar Kutxa). El logotipo resultante de la fusión utiliza el verde lima y el fucsia y mantiene a su vez la llave de Caja Laboral - Euskadiko Kutxa.
Laboral Kutxa ha sido el patrocinador principal del equipo alavés Saski Baskonia durante 7 años, desde la temporada 2009-2010 hasta la temporada 2015-2016.